# Ordūlūk
Ordūlūk (persiska: اردولوک, Ordolūk, Ardūlak, Ardalūk) är en ort i Iran.   Den ligger i provinsen Khorasan, i den nordöstra delen av landet, 800 km öster om huvudstaden Teheran. Ordūlūk ligger 1 091 meter över havet och antalet invånare är 183.
Terrängen runt Ordūlūk är kuperad åt nordväst, men åt sydost är den platt. Terrängen runt Ordūlūk sluttar söderut.Runt Ordūlūk är det ganska tätbefolkat, med 185 invånare per kvadratkilometer. Närmaste större samhälle är Chelghī, 18,6 km väster om Ordūlūk. Omgivningarna runt Ordūlūk är i huvudsak ett öppet busklandskap.